# Hémonstoir
Hémonstoir (tiếng Breton: Henvoustoer, Gallo: Hémontoèr) là một xã của tỉnh Côtes-d'Armor, thuộc vùng Bretagne, tây bắc Pháp.

## Dân số
Người dân ở Hémonstoir được gọi là Hémonstoiriens.